# Tong Ling
Tong Ling (chiń. 童玲; ur. 1962) – chińska tenisistka stołowa, czterokrotna mistrzyni świata. 
Jedenastokrotnie zdobywała medale mistrzostw świata. Życiowy sukces odniosła w 1981 roku w Nowym Sadzie zostając mistrzynią świata i drużynowo oraz wicemistrzynią w grze podwójnej i mieszanej. Mistrzyni Igrzysk Azjatyckich 1982 drużynowo oraz trzykrotna wicemistrzyni. Zdobywczyni Pucharu Azji 1984 indywidualnie i mistrzyni Azji 1982 w grze mieszanej.
- Statystyka najważniejszych występów